# Фащёвка (Липецкая область)
Фащёвка — село Грязинского района Липецкой области. Центр Фащёвского сельсовета. Расположена на правом берегу реки Двуречки в 15 км от Липецка.
Селение начало заселяться в начале XVIII века. Тогда же называлась Хвощёвка (Хващовка). Этимология названия, вероятно, связана с хвощом — травянистым растением, растущем на кислых почвах (часто в низменных местах). В окрестностях Фащёвки много торфяных болот, вблизи которых в изобилии произрастает это растение. Впервые название Фащёвка как деревня Романовского уезда отмечается в документах 1742 года.

## История

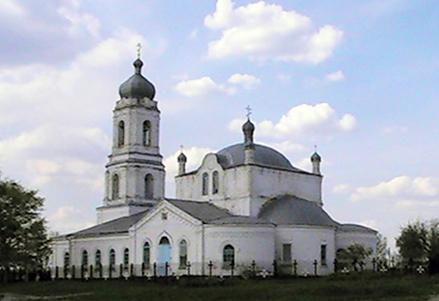
Церковь Михаила Архангела в с. Фащевка

Карта Липецкого и Усманского уездов Тамбовской губернии 1822 года

Расположение рядом с сёлами Фащевка и Двуречки торфяных болот определило круг занятий местного крестьянства. В свободное от страды время люди добывали торф. Торф сдавался на Мариинский спиртзавод (сейчас Липецкий спиртзавод). Довольно часто за торф расплачивались продукцией завода, то есть спиртом. Частые пьянки приводили к дракам и поджогам домов. В работах Серафима Неверова и Семенова-Тянь-Шанского отмечается, что за одну ночь в деревнях Фащевка и Двуречки могло сгореть до 25 домов.
Там же отмечается, что Липецкий уезд занимает последнее место в России по количеству таких преступлений как «убийства, прелюбодеяния, насилие против женщин и преступления против порядка и управления». А по числу преступлений «против телесной неприкосновенности», то есть по числу драк, уступали только Москве.

### До 1917 года
В конце XVII — начале XVIII века на губернской почтовой дороге Казлов — Липецк — Усмань — Воронеж переселенцы из Елецкого уезда начали обосновываться на новом месте у реки Двуречки. Как казённая деревня впервые упоминается в документах Романовского уезда 1742 года.
В 1794 году освящена Архангельская церковь (однако достраивалась вплоть до 1921 года; сегодня региональный ). Каменная двупрестольная холодная церковь строилась на средства прихожан.
В 1862 году в селе насчитывалось 274 двора с 2530 жителями (1159 мужского пола и 1371 женского). В селе находилось училище, почтовая станция, этапный дом, работало три мельницы. В 1880 году в селе было 435 дворов с 2670 жителями, находилось волостное правление, церковно-приходская школа и две лавки.
В 1911 году насчитывалось 597 дворов с 4564 жителями (2323 мужского и 2241 женского пола). В это же время уже существуют одноклассные земская и церковно-приходские школы и фельдшерский пункт. 
К концу XIX — началу XX века село значительно увеличилось, душевой надел земли составлял всего 14 сажень, встал вопрос недостатка земли. В 1908 году сразу 32 семьи переселяются из Хващевки в Сибирь. В 1913 году было построено новое каменное здание Фащевской земская школа. При школе разбит фруктовый сад. Тут же долгое время действовала метеорологическая станция.
В начале 20-го века к фащевскому приходу так же относились. :
— деревня Прудки (34 двора, 146 человек мужского пола и 121 женского)
— деревня Незнановка (4 двора, 18 человек мужского пола и 12 женского)
— Зацепино (3 двора, 12 человек мужского пола и 10 женского)
— хутор крестьянина Чудаева
— хутор дворянки Петиной

### После революции
В статистической анкете по Липецкому уезду за август 1921 года говорится, что по Фащевской волости:

Крестьянство относится к Советской власти со сдержанным недоверием. Население недовольно натуральными обложениями. Насильственное выполнение трудповинности вызывает озлобление населения. С разрушением своего хозяйства трудовое население совершенно перестало интересоваться всеми нововведениями Советской власти. На почве плохого питания смертность населения от тифозных заболеваний и дизентерии возрастает.

### Хроника села

Здание Фащёвской средней школы

- 1742 — Предположительный год основания поселения переселенцами из Елецкого уезда
- 1794 — Освящение Архангельской церкви, деревня получает статус села.
- 1908 — 32 домохозяйства села переезжают в Сибирь по Столыпинской программе переселения[10].
- 1913 — Открывается новое каменное здание фащевской земской школы (сейчас фащевская средняя школа).
- 1937 — По приговору тройки при УНКВД СССР по Воронежской области расстрелян настоятель местного храма и 10 жителей села[источник не указан 1058 дней].
- 1962 — На волне последней в истории СССР кампании по закрытию церквей[11] Архангельский храм отнимают у верующих, здание передают колхозу под зернохранилище.
- 1986 — Озеро Чистое и северная окраина села по Лесной улице подверглись радиоактивному загрязнению (Чернобыль)
- 1991 — Архангельский храм возвращён верующим. За 30 лет эксплуатации в качестве склада, здание пришло в полную непригодность. Началось восстановление, стен и куполов.
- 1996 — В село пришёл магистральный газ[12]

### Книга памяти
Репрессированные уроженцы и жители села Фащевка:
| Ф. И. О.                     | Год рождения | Место работы                   | Статья УК | Приговор      |
| ---------------------------- | ------------ | ------------------------------ | --------- | ------------- |
| Куликов Алексей Владимирович | 1903         | Электромонтер, Липецкий курорт | 58-6      | Расстрелян    |
| Калугин Александр Петрович   | 1888         | Священник                      | 58-10     | Расстрелян    |
| Барбашин Тихон Евдокимович   | 1888         | Рабочий лесхоза                | 58-10     | Расстрелян    |
| Гончаров Петр Денисович      | 1891         | Рушаль на спиртзаводе          | 58-10     | Расстрелян    |
| Марков Николай Антонович     | 1875         | нет данных                     | 58-10     | Расстрелян    |
| Пастушков Семен Степанович   | 1868         | Рабочий лесхоза                | 58-10     | Расстрелян    |
| Полянских Егор Филиппович    | 1875         | Чернорабочий лесозавода        | 58-10     | Расстрелян    |
| Ромашов Федор Васильевич     | 1887         | Священник                      | 58-10     | Расстрелян    |
| Семиколенов Иван Григорьевич | 1871         | Работник колхоза               | 58-10     | Расстрелян    |
| Семиколенов Иван Семенович   | 1889         | Инструментальщик з-да № 61     | 58-10     | Расстрелян    |
| Леликов Федор Егорович       | 1886         | Колхозник, колхоз «Зарево»     | 58-10     | 5 лет лагерей |
| Воинов Василий Васильевич    | 1873         | Священник                      | 58-10     | 5 лет ссылки  |

## Население
| 2010 | 2013  | 2021  |
| ---- | ----- | ----- |
| 1723 | ↗2000 | ↗3245 |

## Известные уроженцы
- Герой Советского Союза Н. П. Гугнин.
- Герой Социалистического Труда А. А. Сокольских.
- Почётный гражданин города Липецка Т. П. Чернышов.

## Примечание
1. 1 2  Итоги Всероссийской переписи населения 2020 года (по состоянию на 1 октября 2021 года)
2. ↑  Это название использовалось в документах вплоть до начала XX века и до сих можно услышать от старожилов
3. ↑  Кстати, в Данковском районе есть деревня Хвощёвка — напротив села Спешнево-Ивановское
4. ↑  По состоянию на 1900 год
5. ↑  Русские Церкви Храмы Центрально-Чернозёмного региона Архивная копия от 18 апреля 2015 на Wayback Machine
6. ↑  Список населенных мест по сведениям 1862 года / А. Артемьев. — СПб.: Центральный статистический комитет министерства внутренних дел, 1866. — Т. XLII Тамбовская губерния. — С. 91. — 186 с.
7. ↑  Волости и важнейшие селения европейской России. — Издание Центрального статистического комитета. — Санкт-Петербург: Типография министерства внутренних дел, 1880. — Т. Выпуск I. — С. 36. — 413 с.
8. 1 2 3  Историко-статистическое описание Тамбовской епархии / под ред. А. Е. Андриевского.. — Тамбов: изд. канц. Тамб. Духов. Консистории, 1911. — С. 460. — 909 с.
9. ↑  Липецкий энциклопедический словарь. — Липецк: ГЭЛИОН, 1994
10. ↑  Крестьяне не смогли продать имущество. Дата обращения: 23 апреля 2008. Архивировано из оригинала 9 октября 2010 года.
11. ↑  Кампания началась после закрытого постановления ЦК КПСС «О мерах по ликвидации нарушений духовенством советского законодательства о культах» от января 1960 года и вошла в активную фазу в феврале 1961 года после закрытого постановления ЦК КПСС «О записке совета по делам Русской Православной церкви».
12. ↑  Елецкое УМГ закончило строительство отвода от газопровода «Елец — Кременчуг — Кривой Рог»
  - 2015 - высохло озеро Чистое.
13. ↑  Статья 58-6 УК РСФСР 1926 г — Шпионаж
14. ↑  Статья 58-10 УК РСФСР 1926 г — Антисоветская пропаганда с использованием религиозных предрассудков
15. ↑  Всероссийская перепись населения 2010 года. Численность и размещение населения Липецкой области
16. ↑  Грязинский муниципальный район. Численность населения на 1 января 2013 года